# Plakolana binyana
Plakolana binyana là một loài chân đều trong họ Cirolanidae. Loài này được Bruce miêu tả khoa học năm 1991.